# 27720
27720（二万七千七百二十、にまんななせんななひゃくにじゅう）は自然数、また整数において、27719の次で27721の前の数である。

## 性質
- 27720は合成数であり、約数は1, 2, 3, 4, 5, 6, 7, 8, 9, 10, 11, 12, 14, 15, 18, 20, 21, 22, 24, 28, 30, 33, 35, 36, 40, 42, 44, 45, 55, 56, 60, 63, 66, 70, 72, 77, 84, 88, 90, 99, 105, 110, 120, 126, 132, 140, 154, 165, 168, 180, 198, 210, 220, 231, 252, 264, 280, 308, 315, 330, 360, 385, 396, 420, 440, 462, 495, 504, 616, 630, 660, 693, 770, 792, 840, 924, 990, 1155, 1260, 1320, 1386, 1540, 1848, 1980, 2310, 2520, 2772, 3080, 3465, 3960, 4620, 5544, 6930, 9240, 13860, 27720である。
  - 約数の和は112320。
    - σ(n) ≧ 4n を満たす最小の数である。次は30240。(ただしσは約数関数)(オンライン整数列大辞典の数列 A023198)
    - k = 4 のときの σ(n) ≧ kn を満たす最小の数である。1つ前は120、次は122522400。(オンライン整数列大辞典の数列 A023199)
- 25番目の高度合成数であり、約数を96個持つ。1つ前は25200、次は45360。
- 23番目の超過剰数である。1つ前は25200、次は55440。
- 1から12までの自然数の最小公倍数である。10までは2520、次の13（14、15も）までは360360。(オンライン整数列大辞典の数列 A003418)
- 54番目の三角錐数である。1つ前は26235、次は29260。
  - 27720 = 54 × 55 × 56/6
- 4062番目のハーシャッド数である。1つ前は27710、次は27721。
  - 18を基とする948番目のハーシャッド数である。1つ前は27702、次は27810。
- 27720°= 360°× 77 であり、77回転分の角度にあたる。
- 27720 = 23 × 32 × 5 × 7 × 11
  - 5つの異なる素因数の積で p 3 × q 2 × r × s × t の形で表せる最小の数である。次は32760。(オンライン整数列大辞典の数列 A190111)
- 27720 = 165 × 168
  - n = 165 のときの n (n + 3) の値とみたとき1つ前は27388、次は28054。(オンライン整数列大辞典の数列 A028552)
- 27720 = 28 × 30 × 33
  - n = 28 のときの n (n + 2)(n + 5) の値とみたとき1つ前は25056、次は30566。
- 27720 = 11 × 12 × 14 ×15
  - n = 11 のときの n (n + 1)(n + 3)(n + 4) の値とみたとき1つ前は20020、次は37440。
- 約数の和が27720になる数は28個ある。(10464, 11064, 12280, 13180, 13624, 13854, 14048, 14104, 14170, 14776, 14972, 15196, 15308, 16918, 17134, 17518, 17806, 18094, 18478, 22345, 24089, 25399, 25727, 27019, 27199, 27323, 27359, 27383) 約数の和28個で表せる3番目の数である。1つ前は19008、次は38400。
- 各位の和が18になる1879番目の数である。1つ前は27711、次は27801。

## その他 27720 に関連すること
- 27720秒は7時間42分である（25200 + 2520）。